# ルイ・ドゥカズ

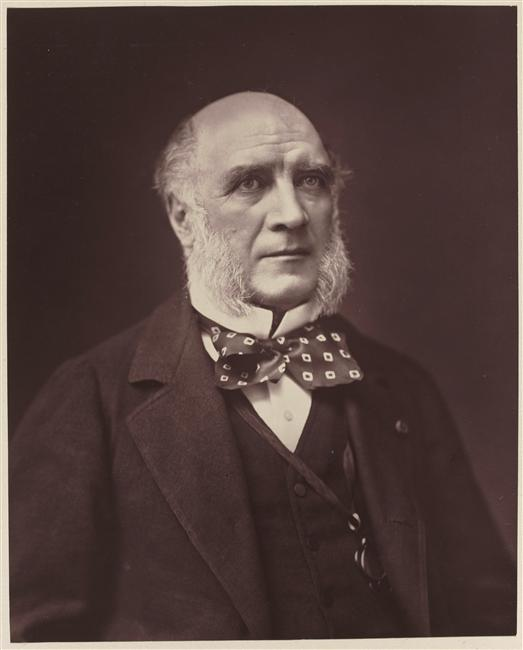
ルイ・ドゥカズ

ルイ・シャルル・エリー・アマニュー・ドゥカズ（Louis Charles Élie Amanieu Decazes、1819年5月29日 – 1886年9月16日）は、フランスの貴族、政治家。フランス第三共和政時代に外務大臣を務めた。
父は、ルイ18世の下でフランス復古王政期に首相を務めたエリー・ドゥカズである。
1819年パリに生まれる。1863年セヴェリーヌ・フォン・レーヴェンタール男爵令嬢と結婚する。1873年外務大臣に就任。第三共和制下、王党派ではあったが、普仏戦争敗北直後のフランス外交を指導し、統一ドイツ帝国の脅威（『ポスト』紙事件）からフランスの国益を維持しようと努めた。